# Ouchamps
Ouchamps era una comuna francesa que estaba situada en el departamento de Loir y Cher, de la región de Centro-Valle del Loira que el 1 de enero de 2019 pasó a formar parte de la comuna nueva de Le Controis-en-Sologne como comuna delegada.

## Demografía
| Gráfica de evolución demográfica de Ouchamps entre 1800 y 2016 |
|                                                                |

Los datos demográficos contemplados en este gráfico de la comuna de Ouchamps se han cogido de 1800 a 1999 de la página francesa EHESS/Cassini, y los demás datos de la página del INSEE.